# Isidro Fabela
Isidro Fabela Alfaro (Atlacomulco, 29 juni 1882 - Cuernavaca, 12 augustus 1964) was een Mexicaans politicus, schrijver, jurist en diplomaat.
Fabela was afkomstig uit de deelstaat Mexico en studeerde af in de rechten in 1909. In 1912 werd hij voor de Vooruitstrevende Constitutionalistische Partij (PCP) in de Kamer van Afgevaardigden gekozen en toonde zich na de staatsgreep van Victoriano Huerta een van de felste tegenstanders van de dictator in het Mexicaanse Congres. Na de moord op Abraham González door aanhangers van Huerta ontvluchtte Fabela Mexico naar Cuba. Na de val van Huerta keerde hij terug naar Mexico om minister van Buitenlandse Zaken te worden onder de nieuwe president Venustiano Carranza, en diende tussen 1915 en 1920 als ambassadeur in Argentinië, Brazilië, Duitsland. Frankrijk, Spanje, Uruguay en het Verenigd Koninkrijk.
In de jaren '20 was Fabela opnieuw afgevaardigde, en in 1936 werd hij benoemd als Mexicaans afgevaardigde bij de Volkenbond, waarin hij het opnam voor de door de Nationalisten van Francisco Franco bedreigde Tweede Spaanse Republiek en Abessinië dat door Italië was aangevallen. Op 19 maart 1938 liet Fabela namens Mexico een protest uitvaardigen tegen de Anschluss van Oostenrijk door nazi-Duitsland, maar werd daarin door geen enkel land gesteund. Na de uitbraak van de Tweede Wereldoorlog keerde hij terug naar Mexico. Fabela werd in 1942 gouverneur van zijn thuisstaat Mexico, en zou in die tijd de stichter zijn geweest van de Atlacomulcogroep. Fabela trad in 1945 voortijdig af om terug te keren naar Europa om rechter te worden bij het Internationaal Gerechtshof in Den Haag.
Fabela ontving verschillende onderscheidingen, waaronder een eredoctoraat aan de Nationale Autonome Universiteit van Mexico (UNAM) en de Eremedaille Belisario Domínguez, Mexico's hoogste onderscheiding, en in Wenen is er een straat naar hem genoemd. Hij overleed in 1964.
- Biblioteca Nacional de España: XX1240657
- Bibliothèque nationale de France: cb12756017v (data)
- Gemeinsame Normdatei: 124680143
- International Standard Name Identifier: 0000 0001 1478 6030
- Library of Congress Control Number: n81003465
- Nationale Bibliotheek van Tsjechië: jo20251255260
- Nationale Bibliotheek van Israël: 987007271026605171
- SNAC: w6b70kw1
- Système universitaire de documentation: 081867751
- Trove: 1052169
- Virtual International Authority File: 100240980
- WorldCat: E39PBJr7XxwYjFdCmg4tVgRVG3